# Ricco Langer
Ricco Langer (* 16. März 1886 in Alt-Rothwasser als Richard Langer; † 13. Februar 1934 in Dresden) war ein deutscher Schauspieler und Sänger.

## Leben und Wirken
Richard „Ricco“ Langer wurde Mitte März 1886 in Alt-Rothwasser im damaligen Bezirk Freiwaldau (heute Tschechien) geboren.
Nach dem Schulbesuch ging er zum Theater. Als Schauspieler und Operettensänger wirkte er über zwei Jahrzehnte am Central- und am Residenztheater in Dresden. Er trat u. a. auf als Carnero im Zigeunerbaron, Mihaly in Zigeunerliebe und Tokeramu in Taifun. 
Ricco Langer starb am 13. Februar 1934 im Alter von 47 Jahren an den Folgen einer Operation im Krankenhaus Dresden-Johannstadt. Er hinterließ seine Ehefrau Elisabeth geb. Schnürch.